# Robert Tine
Robert Tine (pseudonim: Richard Harding) (n. 1955, Providence, Rhode Island, SUA – d. 22 februarie 2019, Haverhill⁠(d), Massachusetts, SUA) a fost un scriitor american de literatură științifico-fantastică.

## Scrieri

### Romane
- State of Grace (1980) (scrisă sub pseudonimul Richard Harding)
- Uneasy Lies the Head (1982) (scrisă sub pseudonimul Richard Harding)
- Jag: Clean Steel (1984)
- Footloose (1984) (scrisă sub pseudonimul Richard Harding)
- Broken Eagle (1985)
- Midnight City (1987)
- Beverly Hills Cop II (1987)
- Red Heat (1988)
- Tucker: The Man And His Dream (1988)
- Rooftops (1989)
- Bill and Ted's Bogus Journey (1991)
- Basic Instinct (1992) (împreună cu Richard Osborne)
- The Bodyguard (1992)
- Forever Young (1992)
- Black Market (1992)
- Universal Soldier (1992)
- The Hand That Rocks the Cradle (1992)
- The Last Action Hero (1993)
- Hard Target (1993)
- Drop Zone (1994)
- Outbreak (1995)
- Assassins (1995)
- Beethoven's Puppies (1996)
- Mulholland Falls (1996)
- Eraser (1996)
- Chain Reaction (1996)
- Family Vacation (Beethoven's Puppies) (1996)
- Blood and Wine (1997)
- Warriors of Virtue (1997)
- Desperate Measures (1998) (împreună cu David Klass)
- My Dinner With Andrew (1998) (împreună cu John Masius și Martha Williamson)
- Jag: The Novel (1998)
- Tough Love (1999)
- The Astronaut's Wife (1999)

### Serii de romane

#### Outrider
Scrisă sub pseudonimul Richard Harding.
- The Outrider (1984)
- Fire and Ice (1984)
- Blood Highway (1984)
- Bay City Burnout (1984)
- Built to Kill (1985)

#### Beethoven
- Beethoven (1992)
- Beethoven's Second (1993)

## Traduceri în limba română
- Pururea tânăr, Editura RAO, 1993,